# Serra de les Borregues
La Serra de les Borregues és una serra situada al municipi d'Albanyà a la comarca de l'Alt Empordà, amb una elevació màxima de 1.226 metres.